# Bahnstrecke Czerwonka–Ełk
| Streckennummer: | 223 (PKP) |                                                    |                                             |
| Kursbuchstrecke: | DR: 118b (Czerwonka (Rothfließ)–Mrągowo (Sensburg) 1934) 119h (Mrągowo (Sensburg)–Ełk (Lyck) 1934) 118c und 118v (1940) bzw. 136f und 136g (1944) |                                                    |                                             |
| Streckenlänge: | 121,270 km |                                                    |                                             |
| Spurweite: | 1435 mm (Normalspur) |                                                    |                                             |
| Streckengeschwindigkeit: | 80 km/h |                                                    |                                             |
| | |                                                    |                                             |
| \| \| \| von Olsztyn (Allenstein) \| \| \| \| \| von Lidzbark Warmiński (Heilsberg) \| \| \| \| \| \| \| \| \| 0,000 \| Czerwonka (Rothfließ[1]) \| 145 m \| \| \| \| nach Korsze (Korschen) \| \| \| \| 7,527 \| Biskupiec Reszelski (Bischofsburg) \| 156 m \| \| \| \| nach Szczytno (Ortelsburg) \| \| \| \| 11,122 \| Parleza Wielka (6. Feb. 1957 – 1. Mai 2010)[2] \| 154 m \| \| \| 16,290 \| Dąbrówka Kobułcka (Dombrowken) \| 158 m \| \| \| 22,938 \| Sorkwity (Sorquitten) \| 143 m \| \| \| 28,943 \| Bagienice (Alt Bagnowen/Althöfen; seit ung. 1930) \| 159 m \| \| \| \| Landesstraße 59 \| \| \| \| \| von Kętrzyn (Rastenburg) \| \| \| \| \| Landesstraßen 16 und 59 \| \| \| \| \| Mrągowo Wąskotorowe \| \| \| \| 34,076 \| Mrągowo (Sensburg, früher Pers.-Halt) \| 160 m \| \| \| \| nach Ruciane-Nida (Rudczanny/Niedersee) \| \| \| \| \| Landesstraßen 16 und 59 \| \| \| \| 41,420 \| Kosewo (Kossewen (Ostpr.)/Rechenberg (Ostpr)) \| 143 m \| \| \| \| Landesstraße 16 \| \| \| \| 46,171 \| Baranowo (Barranowen/Hoverbeck) \| 140 m \| \| \| \| Landesstraße 16 \| \| \| \| \| Landesstraße 16 \| \| \| \| 51,206 \| Zełwągi (Selbongen) \| 132 m \| \| \| \| Landesstraße 16 \| \| \| \| \| Śniardwy (Spirdingsee) \| \| \| \| \| Landesstraße 16 \| \| \| \| 56,731 \| Mikołajki (Nikolaiken (Ostpr.)) \| 130 m \| \| \| 61,916 \| Woźnice (Wosnitzen/Julienhöfen) \| 125 m \| \| \| 65,513 \| Olszewo (Olschewen (Kr. Sensburg)/Erlenau (Ostpr)) \| 130 m \| \| \| 70,049 \| Dąbrówka Górkło (Eichendorf) \| 133 m \| \| \| \| Landesstraße 16 \| \| \| \| 75,433 \| Tuchlin (Sdengowen/Tuchlinnen) \| 125 m \| \| \| \| Landesstraße 16 \| \| \| \| 80,585 \| Okartowo (Eckersberg (Ostpr.)) \| 120 m \| \| \| \| von Pisz (Johannisburg) \| \| \| \| 86,032 \| Orzysz (Arys) \| 121 m \| \| \| \| nach Giżycko (Lötzen) \| \| \| \| \| Landesstraße 16 \| \| \| \| \| Landesstraße 63 \| \| \| \| 94,325 \| Odoje (Odoyen/Nickelsberg) \| 138 m \| \| \| 100,424 \| Skomack Wielki (Skomatzko (Kr. Lyck)/Dippelsee) \| 132 m \| \| \| 106,162 \| Rogale (Rogallen (Ostpr.)) \| 130 m \| \| \| 110,95 \| Mołdzie (Moldzien/Mulden; ab 1925) \| 144 m \| \| \| 113,983 \| Bartosze (Bartossen (Ostpr.)/Bartendorf) \| 138 m \| \| \| \| Landesstraße 16 \| \| \| \| 118,583 \| Ełk Zachód (Lyck West) \| 133 m \| \| \| \| von Korsze (Korschen) \| \| \| \| \| von Gołdap (Goldap) \| \| \| \| 121,270 \| Ełk (Lyck) \| 128 m \| \| \| \| nach Olsztyn (Allenstein) \| \| \| \| \| nach Prostki–Białystok (Prostken–Bialystok) \| \| | |                                                    |                                             |
| Strecke | | von Olsztyn (Allenstein)                           | von Olsztyn (Allenstein)                    |
| Strecke von links (außer Betrieb) · Kreuzung geradeaus oben (Querstrecke außer Betrieb) · Strecke quer (außer Betrieb) | | von Lidzbark Warmiński (Heilsberg)                 | von Lidzbark Warmiński (Heilsberg)          |
| Strecke nach links (außer Betrieb) · Abzweig geradeaus und ehemals von rechts | |                                                    |                                             |
| Bahnhof | 0,000 | Czerwonka (Rothfließ)                              | 145 m                                       |
| Abzweig geradeaus und nach links | | nach Korsze (Korschen)                             | nach Korsze (Korschen)                      |
| ehemaliger Bahnhof | 7,527 | Biskupiec Reszelski (Bischofsburg)                 | 156 m                                       |
| Abzweig geradeaus und ehemals nach rechts | | nach Szczytno (Ortelsburg)                         | nach Szczytno (Ortelsburg)                  |
| ehemaliger Haltepunkt / Haltestelle | 11,122 | Parleza Wielka (6. Feb. 1957 – 1. Mai 2010)        | 154 m                                       |
| ehemaliger Bahnhof | 16,290 | Dąbrówka Kobułcka (Dombrowken)                     | 158 m                                       |
| ehemaliger Bahnhof | 22,938 | Sorkwity (Sorquitten)                              | 143 m                                       |
| ehemaliger Haltepunkt / Haltestelle | 28,943 | Bagienice (Alt Bagnowen/Althöfen; seit ung. 1930)  | 159 m                                       |
| Strecke mit Straßenbrücke | | Landesstraße 59                                    | Landesstraße 59                             |
| Strecke · Strecke von links (außer Betrieb) | | von Kętrzyn (Rastenburg)                           | von Kętrzyn (Rastenburg)                    |
| Bahnübergang · Bahnübergang (Strecke außer Betrieb) | | Landesstraßen 16 und 59                            | Landesstraßen 16 und 59                     |
| Strecke · Kopfbahnhof Streckenende (Strecke außer Betrieb) | | Mrągowo Wąskotorowe                                | Mrągowo Wąskotorowe                         |
| Betriebs-/Güterbahnhof Strecke ab hier außer Betrieb | 34,076 | Mrągowo (Sensburg, früher Pers.-Halt)              | 160 m                                       |
| Abzweig geradeaus und nach rechts (Strecke außer Betrieb) | | nach Ruciane-Nida (Rudczanny/Niedersee)            | nach Ruciane-Nida (Rudczanny/Niedersee)     |
| Brücke (Strecke außer Betrieb) | | Landesstraßen 16 und 59                            | Landesstraßen 16 und 59                     |
| Bahnhof (Strecke außer Betrieb) | 41,420 | Kosewo (Kossewen (Ostpr.)/Rechenberg (Ostpr))      | 143 m                                       |
| Strecke mit Straßenbrücke (Strecke außer Betrieb) | | Landesstraße 16                                    | Landesstraße 16                             |
| Bahnhof (Strecke außer Betrieb) | 46,171 | Baranowo (Barranowen/Hoverbeck)                    | 140 m                                       |
| Bahnübergang (Strecke außer Betrieb) | | Landesstraße 16                                    | Landesstraße 16                             |
| Brücke (Strecke außer Betrieb) | | Landesstraße 16                                    | Landesstraße 16                             |
| Haltepunkt / Haltestelle (Strecke außer Betrieb) | 51,206 | Zełwągi (Selbongen)                                | 132 m                                       |
| Brücke (Strecke außer Betrieb) | | Landesstraße 16                                    | Landesstraße 16                             |
| Brücke über Wasserlauf (Strecke außer Betrieb) | | Śniardwy (Spirdingsee)                             | Śniardwy (Spirdingsee)                      |
| Strecke mit Straßenbrücke (Strecke außer Betrieb) | | Landesstraße 16                                    | Landesstraße 16                             |
| Bahnhof (Strecke außer Betrieb) | 56,731 | Mikołajki (Nikolaiken (Ostpr.))                    | 130 m                                       |
| Bahnhof (Strecke außer Betrieb) | 61,916 | Woźnice (Wosnitzen/Julienhöfen)                    | 125 m                                       |
| Bahnhof (Strecke außer Betrieb) | 65,513 | Olszewo (Olschewen (Kr. Sensburg)/Erlenau (Ostpr)) | 130 m                                       |
| Bahnhof (Strecke außer Betrieb) | 70,049 | Dąbrówka Górkło (Eichendorf)                       | 133 m                                       |
| Brücke (Strecke außer Betrieb) | | Landesstraße 16                                    | Landesstraße 16                             |
| Bahnhof (Strecke außer Betrieb) | 75,433 | Tuchlin (Sdengowen/Tuchlinnen)                     | 125 m                                       |
| Bahnübergang (Strecke außer Betrieb) | | Landesstraße 16                                    | Landesstraße 16                             |
| Bahnhof (Strecke außer Betrieb) | 80,585 | Okartowo (Eckersberg (Ostpr.))                     | 120 m                                       |
| Abzweig geradeaus und von rechts (Strecke außer Betrieb) | | von Pisz (Johannisburg)                            | von Pisz (Johannisburg)                     |
| Betriebs-/Güterbahnhof Strecke bis hier außer Betrieb | 86,032 | Orzysz (Arys)                                      | 121 m                                       |
| Abzweig geradeaus und ehemals nach links | | nach Giżycko (Lötzen)                              | nach Giżycko (Lötzen)                       |
| Bahnübergang | | Landesstraße 16                                    | Landesstraße 16                             |
| Bahnübergang | | Landesstraße 63                                    | Landesstraße 63                             |
| ehemaliger Bahnhof | 94,325 | Odoje (Odoyen/Nickelsberg)                         | 138 m                                       |
| ehemaliger Bahnhof | 100,424 | Skomack Wielki (Skomatzko (Kr. Lyck)/Dippelsee)    | 132 m                                       |
| ehemaliger Bahnhof | 106,162 | Rogale (Rogallen (Ostpr.))                         | 130 m                                       |
| ehemaliger Bahnhof | 110,95 | Mołdzie (Moldzien/Mulden; ab 1925)                 | 144 m                                       |
| ehemaliger Bahnhof | 113,983 | Bartosze (Bartossen (Ostpr.)/Bartendorf)           | 138 m                                       |
| Brücke | | Landesstraße 16                                    | Landesstraße 16                             |
| ehemaliger Bahnhof | 118,583 | Ełk Zachód (Lyck West)                             | 133 m                                       |
| Abzweig geradeaus und von links | | von Korsze (Korschen)                              | von Korsze (Korschen)                       |
| Abzweig geradeaus und von links | | von Gołdap (Goldap)                                | von Gołdap (Goldap)                         |
| Bahnhof | 121,270 | Ełk (Lyck)                                         | 128 m                                       |
| Abzweig geradeaus und nach rechts | | nach Olsztyn (Allenstein)                          | nach Olsztyn (Allenstein)                   |
| Strecke | | nach Prostki–Białystok (Prostken–Bialystok)        | nach Prostki–Białystok (Prostken–Bialystok) |

Die Bahnstrecke Czerwonka–Ełk (deutsch Rothfließ–Lyck) verläuft in West-Ost-Richtung durch die einst ostpreußische Landschaft Masuren und jetzt polnische Woiwodschaft Ermland-Masuren. Sie verbindet die Kreise Olsztyn, Mrągowo, Pisz und Ełk mit den Städten Biskupiec (Bischofsburg), Mrągowo (Sensburg), Orzysz (Arys) und Ełk (Lyck) auf einer Länge von 121 Kilometern.

## Verlauf und Zustand

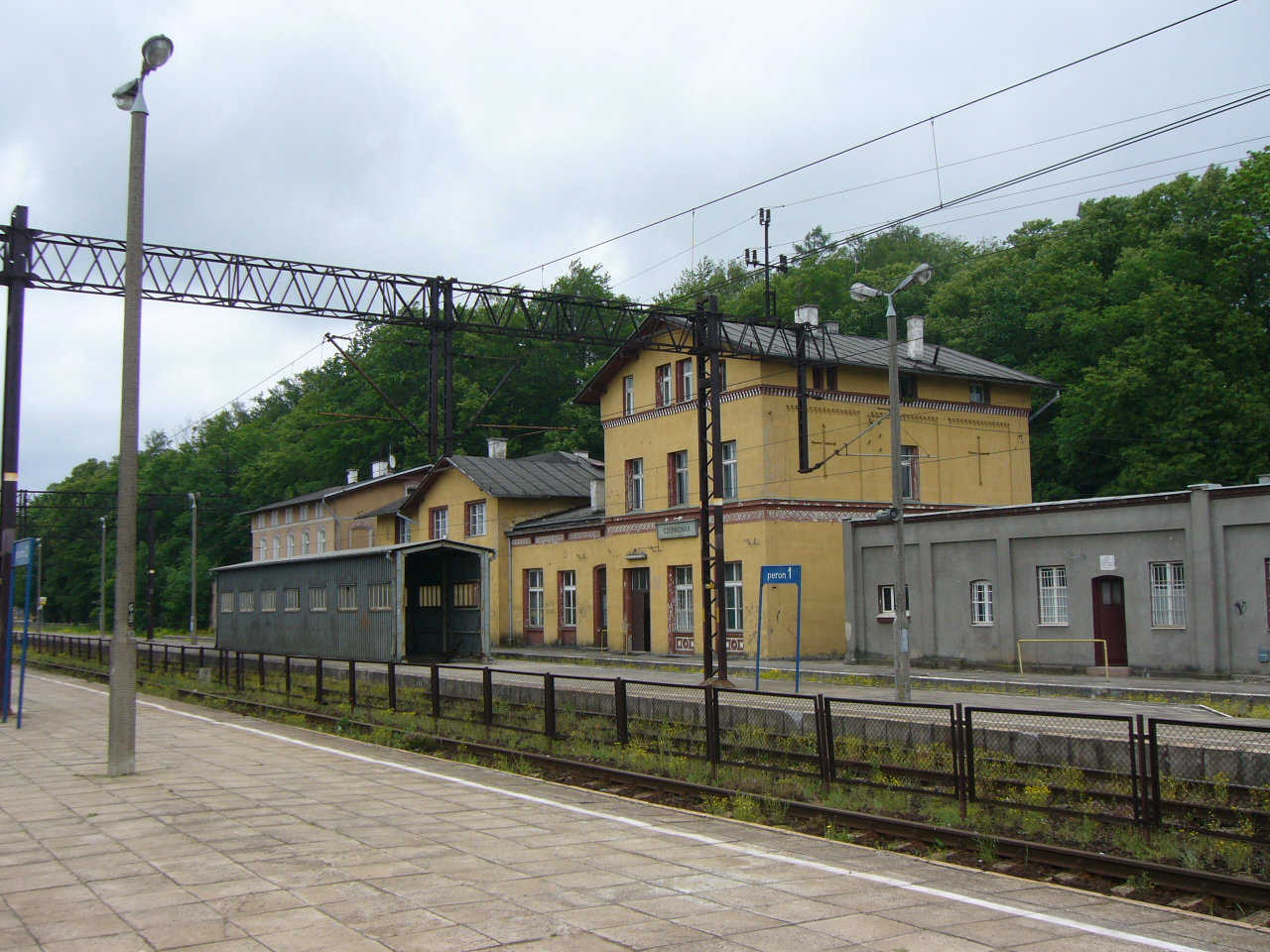
Der Bahnhof in Czerwonka (Rothfließ)

Die Strecke beginnt im Bahnhof Czerwonka (Rothfließ) an der Bahnstrecke Toruń–Tschernjachowsk, Beginn der früheren Bahnstrecke Czerwonka–Kornewo und verläuft ostwärts über Biskupiec Reszelski (Bischofsburg; km 7,527), Beginn der früheren Bahnstrecke Szczytno–Biskupiec Reszelski, Mrągowo (Sensburg; km 34,078), Beginn der nach 1945 nicht mehr betriebenen Bahnstrecke Sensburg–Niedersee und Endpunkt der einstigen Schmalspurbahn Kętrzyn–Mrągowo der Rastenburger Kleinbahnen, Mikołajki (Nikolaiken (Ostpr.); km 56,731) und Orzysz (Arys; km 86,032), Kreuzungspunkt mit der seit 1945 nicht mehr betriebenen Bahnstrecke Lötzen–Johannisburg, nach Ełk (Lyck; km 121,270) an der Bahnstrecke Białystok–Głomno, Endpunkt der Bahnstrecke Olsztyn–Ełk und Beginn der nurmehr im Güterverkehr betriebenen Bahnstrecke Ełk–Tschernjachowsk und der Ełcka Kolej Wąskotorowa.
Die Strecke ist eingleisig und nicht elektrifiziert, zwischen Czerwonka und Orzysz unbefahrbar, zwischen Orzysz und Ełk von Personenzügen mit achtzig Kilometern pro Stunde zu befahren, von Güterzügen mit sechzig.

## Geschichte

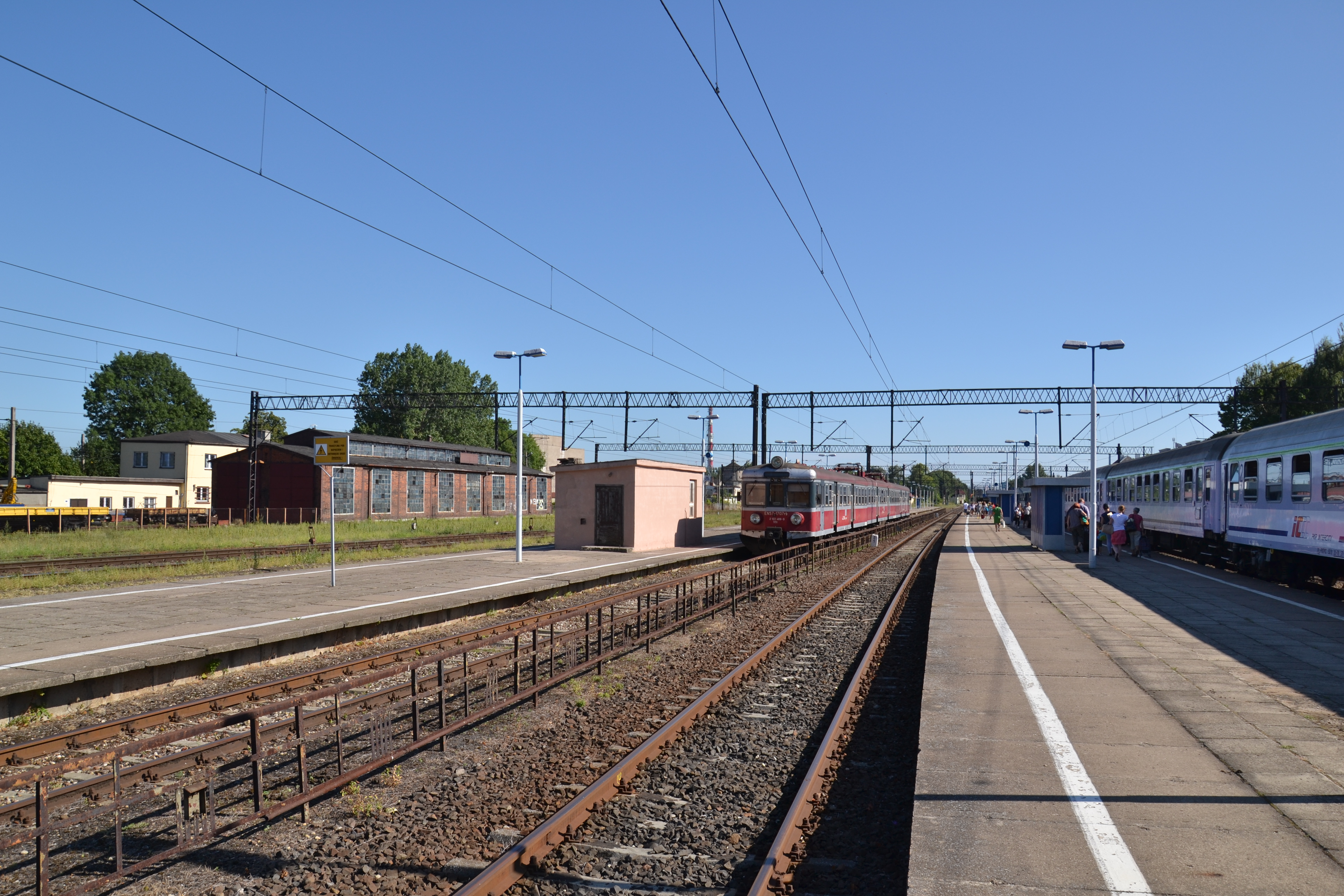
Der Bahnhof in Ełk (Lyck)

Historisch gesehen gehört die Bahnstrecke Czerwonka–Ełk nicht zusammen. Erst in der Zeit nach 1945 wurden der Teilabschnitt Czerwonka–Mrągowo (Rothfließ–Sensburg) der einstigen Bahnstrecke Zinten–Niedersee (Kornewo–Ruciane Nida) und die eigenständige Bahnstrecke Mrągowo–Ełk zu einer Gesamtstrecke zusammengefügt.
Der kleine Ort Rothfließ, damals zum Kreis Rößel zugehörig, wurde um 1872 Bahnstation an der neu erbauten Bahnstrecke Toruń–Tschernjachowsk (Thorn–Insterburg). 26 Jahre später wurde der langgehegte Plan Wirklichkeit, die Stadt Königsberg (Preußen) (russisch Kaliningrad) mit der Masurischen Seenplatte zu verbinden. Dazu wurde die Strecke von Zinten (russisch Kornewo) nach Rudczanny (polnisch Ruciane-Nida) ins Werk gesetzt. Sie traf am 1. September 1898 auf das Dorf Rothfließ, das damit zu einem Bahnkreuzungspunkt avancierte. Am 15. Juni war bereits der Abschnitt nach Bischofsburg (polnisch Biskupiec Reszelski) eröffnet worden, auf dem später zusätzlich der Verkehr der Bahnstrecke nach Ortelsburg (Szczytno) abgewickelt wurde.
Am 1. September 1898 wurde der Verkehr auf dem Abschnitt von Bischofsburg (polnisch Biskupiec) nach Sensburg (Mrągowo), am 1. Juni bereits von Sensburg nach Rudczanny (Ruciane-Nida) aufgenommen.
Erst am 2. Oktober 1911 bzw. am 15. Juni 1915 erfolgte die Eröffnung der Bahnstrecke von Sensburg (Mrągowo) nach Arys (Orzysz) und von Oszysz nach Lyck (Ełk), wobei die in Orzysz auf die Bahnstrecke Lötzen–Johannisburg (Giżycko–Pisz) und in Ełk auf die drei Bahnstrecken Königsberg (Preußen)–Prostken–Brest (heute Verkehr nur noch auf polnischem Staatsgebiet),  Lyck–Insterburg (heute kein regulärer Betrieb mehr) sowie Allenstein–Lyck stieß.
Mit dem Ende des Zweiten Weltkrieges wurde die Strecke polnisch, kam zu den Polnischen Staatseisenbahnen und wurde 1947–1949 wiedereröffnet.
Ab dem 30. April 2007 startete täglich in den Sommermonaten der „Masuren-Express“ der DB AutoZug zwischen Berlin-Charlottenburg und Ełk über Gdańsk und Olsztyn, mit Halt auch in Czerwonka, Biskupiec, Sorkwity, Mrągowo, Mikołajki und Orzysz. Der Zug führte einen Schlaf-, zwei Liege- und einen Sitzwagen mit Wagenmaterial der Deutschen Bahn.
Am 1. September 2009 wurde der Personenverkehr Mrągowo–Ełk, am 1. Mai 2010 der restliche Czerwonka–Mrągowo eingestellt, weil die Strecke dringend sanierungsbedürftig war. So lag die Höchstgeschwindigkeit zwischen Czerwonka und Biskupiec Reszelski sowie zwischen Baranowo und Mikołajki zuletzt nur bei 20–30 km/h.
Es ist beabsichtigt, die Strecke nach einer Modernisierung für den Personenverkehr wiederzueröffnen.
Im März 2017 wurde die Strecke Czerwonka–Mrągowo für den gelegentlichen Güterverkehr wieder eröffnet. Am 1. Oktober 2018 wurde die Strecke Orzysz–Ełk für die Nutzung durch Güterzüge wieder freigegeben, da sie militärische Bedeutung hat. Im Jahr 2023 beschloss der polnische Ministerrat die Reaktivierung der Gesamtstrecke mit einer Streckengeschwindigkeit von 100 km/h.